# Captain Beyond
Captain Beyond — американський рок-гурт, утворений 1971 року у місті Лос-Анжелес. До складу гурту ввійшли: Род Еванс (Rod Evans) екс-Deep Purple, 19.01.1947, Слоуф, Велика Британія — вокал; колишній музикант гурту Джонні Уїнтера Боббі Калдвелл (Bobby Caldwell) — ударні, а також два колишні учасники Iron Butterfly — Леррі «Ріно» Рейнхардт (Larry «Rhino» Reinhardt), 7.07.1948, Флорида, США — гітара та Лі Дорман (Lee Dorman), 15.09.1945, Сант-Луїз, Міссурі, США — бас.
Музиканти з самого початку планували грати типовий хард-рок, однак здійснилось це лише після того, як Калдвелла замінив Марті Родрігез (Marty Rodriguez). Вже з його участю було зроблено альбом «Sufficiently Breath». З виходом Еванса гурт припинив свою діяльність і відновив її лише 1976 року, коли до тріо, що залишилось, приєднались Віллі Дефферн (Willy Daffern) — вокал; Різ Уайненес (Reese Wynanas) — клавішні та Гілл Гарсія (Guille Garcia) — ударні. Однак цим складом гурту вдалось записати лише один альбом, після чого Captain Beyond остаточно розпалась.

## Дискографія
- 1972: Captain Beyond
- 1973: Sufficently Breathless
- 1977: Dawn Explosion